# Arena das Dunas
Arena Dunas je višenamjenski stadion u Natalu, Brazil. Stadion je izgrađen 2014. za Svjetsko nogometno prvenstvo u Brazilu 2014. godine. Stadion koristi nogometni klub América, a kapacitet stadiona je oko 42.000 mjesta.  

## Vanjske poveznice
- (port.) Službena stranica stadiona  Arhivirana inačica izvorne stranice od 20. lipnja 2014. (Wayback Machine)